# Jean-Baptiste-Gaspard d'Ansse de Villoison
Jean-Baptiste-Gaspard d'Ansse de Villoison, (Corbeil-Essonnes, 5 de marzo de 1750 - París, 28 de abril de 1805) fue un helenista y filólogo francés, conocido principalmente por la reconstitución del texto de la Ilíada de Homero.

## Biografía
Sus estudios de filología dieron su primer fruto importante en 1773 con la publicación de la edición del Léxico homérico de Apolonio el Sofista a partir de un manuscrito de la abadía de San Germain de Pres. En 1778 publicó su edición de Dafnis y Cloe de Longo.
En 1781 el gobierno francés le envió a Venecia, donde pasó tres años trabajando en la investigación de manuscritos. Su descubrimiento más importante fue el de un manuscrito de la Ilíada del siglo X con escolios en los que se indicaban supuestos versos corruptos o espurios. Otro trabajo importante fruto de sus investigaciones en Venecia fueron las Anécdota Graeca, en las que publicó diversos fragmentos neoplatónicos y de gramáticos griegos.
Tras abandonar Venecia aceptó una invitación del Duque de Sajonia para dedicarse al estudio de la biblioteca del Ducado. Los frutos de sus investigaciones en Weimar fueron recogidos en un volumen titulado Epistolae Vinarienses.
Con la esperanza de encontrar nuevos manuscritos toma parte del periplo a oriente organizado por el diplomático y viajero Choiseul-Gouffier. Juntos recorren Constantinopla, Esmirna, las islas griegas y el Monte Athos. En 1786 regresa a París y en 1788 publica su edición del Codex Venetus de Homero. Las aportaciones de Villoison con este trabajo fueron fundamentales para la fijación y reconstrucción de los textos homéricos.
Durante el periodo revolucionario se retira a Orleans, y allí continúa trabajando en la biblioteca de los hermanos Valois.
En la época de la restauración monárquica regresa a París donde ejerce como profesor de griego moderno hasta que el gobierno crea para él una cátedra de griego clásico en el Collège de France, donde también continúa enseñando griego moderno.

## Obras
- Apollonii Sophistae lexicon graecum Iliadis et Odysseae. Primus ex codice manuscripto Sangermanensi in lucem vindicavit et versionem latinam adjecit Johannes Baptista Casparus d'Ansse de Villoison. Accedit huc usque inédita Philemonis grammatici fragmenta, tertii Iliadis libri prosaica metaphrasis graeca cum notulis et variantibus lectionibus, metaphrasisque et tertii Iliadis libri (2 volúmenes, 1773)
- Anécdota graeca e regia parisiensi & e veneta S. Marci bibliothecis deprompta (2 volúmenes, 1781)
- Nova versio graeca Proverbiorum, Ecclesiastis, Cantici Canticorum, Ruthi, Threnorum, Danielis, et selectorum Pentateuchi locorum ex único S. Marci bibliothecae codice Veneto nunc primum eruta et notulis illustrata a Johanne Baptista Caspare D'Ansse de Villoison (1784)
- Homeri Ilias ad veteris codicis veneti fidem recensita. Scholia in eam antiquissima ex eodem codice aliisque, nunc primum edidit cum asteriscis, obeliscis aliisque signis criticis Joh. Baptista Caspar d'Ansse de Villoison (1788)
- De l'Hellade a la Grece : voyage en Grece et au Levant (1784-1786), editado por Étienne Famerie, G. Olms, Hildesheim ; Nueva York, 2006.